# DDR-Straßen-Radmeisterschaften 1953

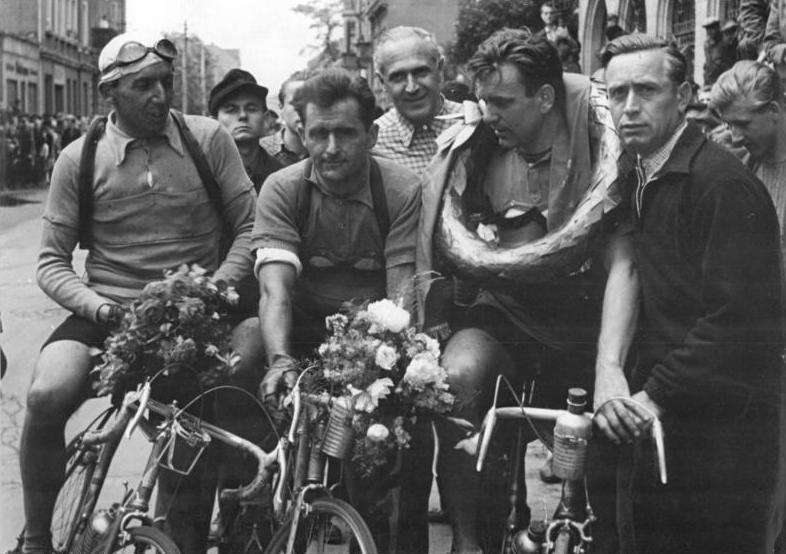
Siegerehrung nach dem 1. Meisterschaftslauf: v. l. n. r. Gaede, Dinter, Trefflich

Die Straßen-Radmeisterschaften in der DDR 1953 wurden in den Disziplinen Einzel- und Mannschaftsrennen ausgetragen. Im Einzelrennen gewann Bernhard Trefflich aus Weimar, Mannschaftsmeister wurde wie im Vorjahr die Betriebssportgemeinschaft (BSG) Dwigatel Wismut Karl-Marx-Stadt. 

## Einzelmeisterschaft
Die Meisterschaft im Einzelstraßenrennen wurde wie in den Vorjahren in drei Läufen nach einem Punktesystem entschieden, nach dem bei jedem Lauf die Punkte zehn bis eins vergeben wurden. 

### 1. Lauf am 31. Mai 1953: Riesa – Leipzig – Riesa
104 Fahrer gingen auf die 249 Kilometer lange Strecke. Schon nach 30 Kilometern musste der Vorjahresmeister Lothar Meister I nach einem Pedalachsenbruch ausscheiden. 90 Kilometer vor dem Ziel sprengten vier Fahrer um Bernhard Trefflich die 30-köpfige Spitzengruppe und bauten ihren Vorsprung auf über vier Minuten aus. Während der Leipziger Detlef Zabel nach einem Schwächeanfall zurückfiel, trafen Trefflich, Paul Dinter und Horst Gaede gemeinsam auf der Zielgeraden ein. Trefflich zog als erster den Spurt an und gewann sicher das Rennen. 
|    | Fahrer             | Mannschaft                 | Zeit (h) | Punkte |
| -- | ------------------ | -------------------------- | -------- | ------ |
| 1. | Bernhard Trefflich | BSG Einheit Weimar         | 6:54:15  | 10     |
| 2. | Paul Dinter        | BSG Motor Wildau           |          | 09     |
| 3. | Horst Gaede        | BSG Aufbau Börde Magdeburg |          | 08     |
| 4. | Detlef Zabel       | BSG Rotation Leipzig Ost   |          | 07     |
| 5. | Heinz Jacob        | BSG Rotation Berlin        |          | 06     |

### 2. Lauf am 7. Juni 1953: 100-km-Zeitfahren in Erfurt
Der Start zum zweiten Meisterschaftslauf, einem 100-km-Zeitfahren, begann bereits um 6.30 Uhr in der Erfurter Goslaer Straße. Die 58 Starter wurden im Zweiminuten-Abstand auf die Strecke geschickt, die über Gotha und Ohrdruf zurück in die Goslaer Straße führte. Nach der Hälfte der Distanz führte Bernhard Trefflich mit 50 Sekunden Vorsprung vor dem Mansfelder Heinz Schneikardt. Lothar Meister I hatte an dieser Stelle als Dritter 1:08 Minuten Rückstand, musste aber auf Grund von Rückenproblemen erneut aufgeben. Auf der Rückfahrt hatten die Fahrer mit starkem Gegenwind zu kämpfen, was nicht ohne Einfluss auf die Rangfolge blieb. Nach 75 Kilometern lag der Magdeburger Kurt Hünerbein 40 Sekunden vor Trefflich und 55 Sekunden vor seinem Mannschaftskameraden Gustav-Adolf Schur in Front. Diese drei machten schließlich auch die ersten drei Plätze unter sich aus, wobei sich Schur mit einem denkbar knappen Vorsprung von sechs Sekunden vor Trefflich als stärkster Fahrer entpuppte. Mit 19 Punkten konnte Bernhard Trefflich in der Gesamtwertung seinen Spitzenplatz verteidigen. 
|    | Fahrer             | Mannschaft                 | Zeit (h) | Punkte |
| -- | ------------------ | -------------------------- | -------- | ------ |
| 1. | Gustav-Adolf Schur | BSG Aufbau Börde Magdeburg | 2:38:40  | 10     |
| 2. | Bernhard Trefflich | BSG Einheit Weimar         | 2:38:46  | 19     |
| 3. | Kurt Hünerbein     | BSG Aufbau Börde Magdeburg | 2:42:10  | 08     |
| 4. | Detlef Zabel       | BSG Rotation Leipzig Ost   | 2:42:38  | 14     |
| 5. | Benno Funda        | BSG Motor Wildau           | 2:42:48  | 11     |

### 3. Lauf am 14. Juni: Rund um Meißen
Für den letzten und entscheidenden Meisterschaftslauf war ein 22 Kilometer langer Rundkurs östlich von Meißen ausgewählt worden, der achtmal durchfahren werden musste, sodass die Fahrer 176 Kilometer zu bewältigen hatte. Die ersten vier Runden verliefen ohne Höhepunkte. Zu Beginn der fünften Runde starteten drei Fahrer einen ersten Ausreißversuch, der ihnen einen Vorsprung von zwei Minuten einbrachte. Schur und Trefflich sorgten jedoch dafür, dass die Drei wieder eingeholt werden konnten. Auch ein weiterer Vorstoß von Fritz Funke (Karl-Marx-Stadt) wurde schnell wieder unterbunden. Die Entscheidung fiel erst in der letzten Runde, als sich Hünerbein, Fiedler (Zittau), Köhler und Schneickardt vom Feld absetzen und einen Vorsprung von über einer Minute herausfuhren. Den Spurt in Meißen gewann der 31-jährige Hünerbein, der sich damit den zweiten Platz in der Gesamtwertung sicherte. Bernhard Trefflich reichte ein Platz im Hauptfeld, um die DDR-Meisterschaft zu erringen.
|    | Fahrer            | Mannschaft                 | Zeit (h) | Punkte |
| -- | ----------------- | -------------------------- | -------- | ------ |
| 1. | Kurt Hünerbein    | BSG Aufbau Börde Magdeburg | 4:56:14  | 18     |
| 2. | Heinz Fiedler     | Zittau                     |          | 09     |
| 3. | Köhler            |                            |          | 08     |
| 4. | Heinz Schneikardt | BSG Stahl Eisleben         |          | 012    |
| 5. | Martin Naumann    | Leipzig                    | 4:57:34  | 06     |

### Endstand
|     | Fahrer             | Mannschaft                          | Punkte |
| --- | ------------------ | ----------------------------------- | ------ |
| 1.  | Bernhard Trefflich | BSG Einheit Weimar                  | 19     |
| 2.  | Kurt Hünerbein     | BSG Aufbau Börde Magdeburg          | 18     |
| 3.  | Detlef Zabel       | BSG Rotation Leipzig Ost            | 14     |
| 4.  | Heinz Schneickardt | BSG Stahl Eisleben                  | 12     |
| 5.  | Gustav-Adolf Schur | BSG Aufbau Börde Magdeburg          | 12     |
| 6.  | Horst Gaede        | BSG Aufbau Börde Magdeburg          | 12     |
| 7.  | Benno Funda        | BSG Motor Wildau                    | 11     |
| 8.  | Heinz Fiedler      | Zittau                              | 09     |
| 9.  | Horst Siegel       | BSG Dwigatel Wismut Karl-Marx-Stadt | 09     |
| 10. | Paul Dinter        | BSG Motor Wildau                    | 09     |

## Mannschaftsmeisterschaft
Der Meisterschaftslauf über das 100-km-Mannschaftsrennen wurde auf der Strecke Ost-Berlin – Müncheberg – Ost-Berlin ausgetragen. Es beteiligten sich 23 Mannschaften, die jeweils mit sechs Fahrern antraten und im Abstand von fünf Minuten in der Ost-Berliner Stalinallee starteten. Am Wendepunkt im östlich von Berlin gelegenen Müncheberg führte die Mannschaft der BSG Dwigatel Wismut Karl-Marx-Stadt mit einem Vorsprung von fünf Sekunden vor der BSG Einheit Berliner Bär. 25 Kilometer vor dem Ziel hatten die Karl-Marx-Städter ihren Vorsprung auf 36 Sekunden ausgebaut und führten nun vor der BSG Post Berlin. Danach wurde es für die Sachsen kritisch, da ihr Fahrer Alfred Weber nach einem Reifenschaden den Anschluss verlor und wenig später Bernhard Trefflich das Tempo nicht mehr mithalten konnte. Bei der Zielankunft auf der Stalinallee hatte zunächst Post Berlin eine Bestzeit von 2:28:58 h vorgelegt, die die BSG Einheit Berliner Bär um drei Sekunden verfehlte. Als Wismut Karl-Marx-Stadt den Zielstrich überquert hatte, stand fest, dass der Titelverteidiger mit 2:28:56 h Bestzeit gefahren war und damit erneut die DDR-Meisterschaft gewonnen hatte. 
|     | Mannschaft | Zeit (h) |
| --- | --- | -------- |
| 1.  | BSG Dwigatel Wismut Karl-Marx-Stadt I (Fritz Funke, Lothar Meister I, Reichmann, Horst Siegel, Bernhard Trefflich, Alfred Weber) | 2:28:56  |
| 2.  | BSG Post Berlin | 2:28:58  |
| 3.  | BSG Einheit Berliner Bär | 2:29:01  |
| 4.  | BSG Rotation Leipzig Ost | 2:30:00  |
| 5.  | BSG Stahl Eisleben | 2:31:17  |
| 6.  | BSG Rotation Berlin | 2:34:13  |
| 7.  | BSG Dwigatel Wismut Chemnitz II                                                                                                  | 2:37:25  |
| 8.  | SG Semper Berlin | 2:37:37  |
| 9.  | SG Dynamo Berlin | 2:38:09  |
| 10. | BSG Lok Leipzig | 2:39:04  |